# Blåvingad gräshoppa
Blåvingad gräshoppa (Sphingonotus caerulans) är en art i insektsordningen hopprätvingar som tillhör familjen markgräshoppor. 

## Kännetecken
Den blåvingade gräshoppan har en kroppslängd på 17 till 19 millimeter för hanar, 20 till 33 millimeter för honor. Färgteckningen varierar från mörkare över ljusare gråaktig till brunaktig med mörkare tvärband, även om rödaktiga, blåaktiga och nästan svarta former också kan förekomma. Som dess namn antyder har den blåfärgade flygvingar. Dessa syns dock inte när gräshoppan sitter stilla, utan endast när den flyger. 

## Utbredning
Arten förekommer i Europa från Spanien över Centraleuropa till västra Ryssland, norrut till södra Norge, Sverige och Finland. I Sverige finns den blåvingade gräshoppan i praktiken bara på Öland, Gotland och i Bohuslän. Den har även observerats i Småland, Södermanland och Uppland, men endast med några få fynd vardera. Den är dock klassificerad som livskraftig ("LC") av Artdatabanken. Samma status har den sedan 2019 i Finland, men tidigare, sedan 2010, var den rödlistad som starkt hotad ("EN"). Den har där observerats i de sydöstligaste och sydvästligaste delarna av landet.

## Ekologi
Artens habitat är öppna gräsmarker, stränder och störd, människopåverkad mark, gärna med vegetationsfria områden.
Dess främsta föda är främst olika gräs och halvgräs, även om den också kan ta örter och mossa. Som andra hopprätvingar har den ofullständig förvandling; från ägget kläcks en larv, en så kallad nymf, som ser nästan ut som den vuxna insekten utom att den saknar vingar. I samband med en serie hudömsningar blir nymfen allt mer lik den fullvuxna gräshoppan, imagon. Något puppstadium saknas alltså.. Äggen läggs i jorden.
Både hanen och honan kan stridulera, eller spela, även om hanen gör det i större utsträckning än honan. Detta eftersom hanen sjunger både för att markera sin närvaro gentemot andra hanar och för att uppvakta honor.

## Status
Beståndet hotas av förändrade sträckningar av vattendrag och av landskapsförändringar. I några regioner ökar populationen. IUCN listar arten som livskraftig (LC).

### Bokkällor
- Sandhall, Åke & Ander, Kjell. Gräshoppor, syrsor och deras släktingar: Naturguide i färg om rätvingarnas utseende, utveckling, levnadssätt och beteenden, Interpublishing AB, 1978. ISBN 91-534-0464-5.